# Северинка (Мазовецьке воєводство)
Северинка (пол. Sewerynka) — село в Польщі, у гміні Длуґосьодло Вишковського повіту Мазовецького воєводства.
У 1975-1998 роках село належало до Остроленцького воєводства.